# Dècada del 1610 aC
La dècada de 1610 aC va ser una dècada que va durar des de l'1 de gener de 1619 aC fins al 31 de desembre de 1610 aC.

## Esdeveniments
- 1610 - Una erupció volcànica a l'illa de Thera va destruir l'antiga ciutat d'Akrotiri.[1]

- 1610 aC, Kharbashikha rei de Khana i dels cassites de Sumèria, Accàdia i Babilònia
- 1618 - Els xinesos registren una fam acompanyada de gelades al juliol. També van registrar un sol tènue i una boira groga durant aquest temps.[2]

## Personatges destacats
- Shāng Tāng de la dinastia Shāng (1617 aC-1588 aC)